# GNGT1
GNGT1 (англ. G protein subunit gamma transducin 1) – білок, який кодується однойменним геном, розташованим у людей на короткому плечі 7-ї хромосоми. Довжина поліпептидного ланцюга білка становить 74 амінокислот, а молекулярна маса — 8 496.
| 10         |  | 20         |  | 30         |  | 40         |  | 50         |
| ---------- |  | ---------- |  | ---------- |  | ---------- |  | ---------- |
| MPVINIEDLT |  | EKDKLKMEVD |  | QLKKEVTLER |  | MLVSKCCEEV |  | RDYVEERSGE |
| DPLVKGIPED |  | KNPFKELKGG |  | CVIS       |  |            |  |            |

C: Цистеїн

D: Аспарагінова кислота

E: Глутамінова кислота

F: Фенілаланін

G: Гліцин

I: Ізолейцин

K: Лізин

L: Лейцин

M: Метіонін

N: Аспарагін

P: Пролін

Q: Глутамін

R: Аргінін

S: Серин

T: Треонін

V: Валін

Кодований геном білок за функцією належить до білків внутрішньоклітинного сигналінгу. 
Локалізований у клітинній мембрані, мембрані.